# Honoré-Beaugrand (Metro Montreal)

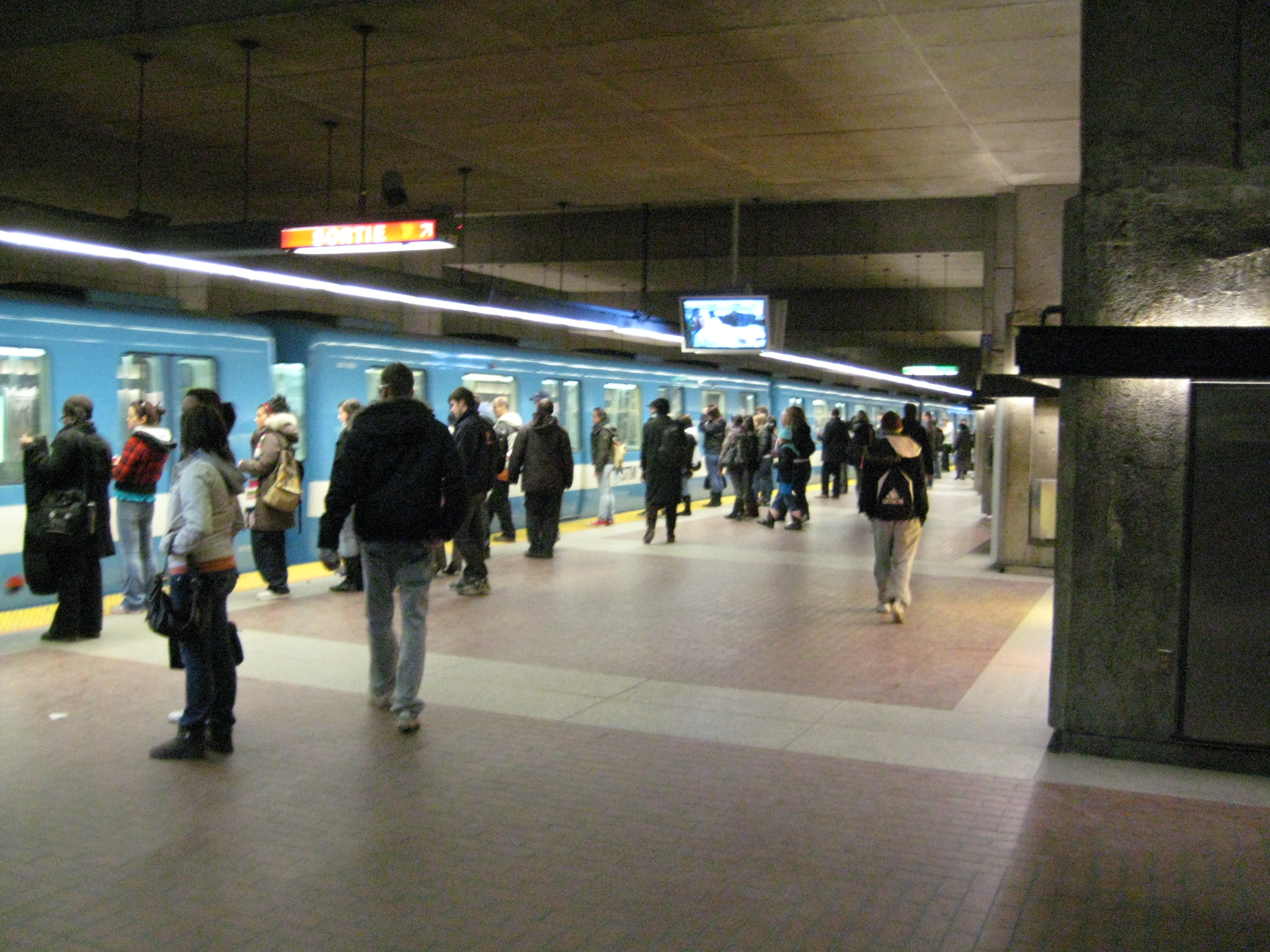
Blick auf einen der Bahnsteige

Honoré-Beaugrand ist eine U-Bahn-Station in Montreal. Sie befindet sich im Arrondissement Mercier–Hochelaga-Maisonneuve an der Kreuzung von Rue Sherbrooke und Rue Honoré-Beaugrand. Es handelt sich um die nördliche Endstation der grünen Linie 1. Im Jahr 2019 nutzten 5.254.609 Fahrgäste die Station, was dem 18. Rang unter den insgesamt 68 Stationen der Metro Montreal entspricht.

## Bauwerk

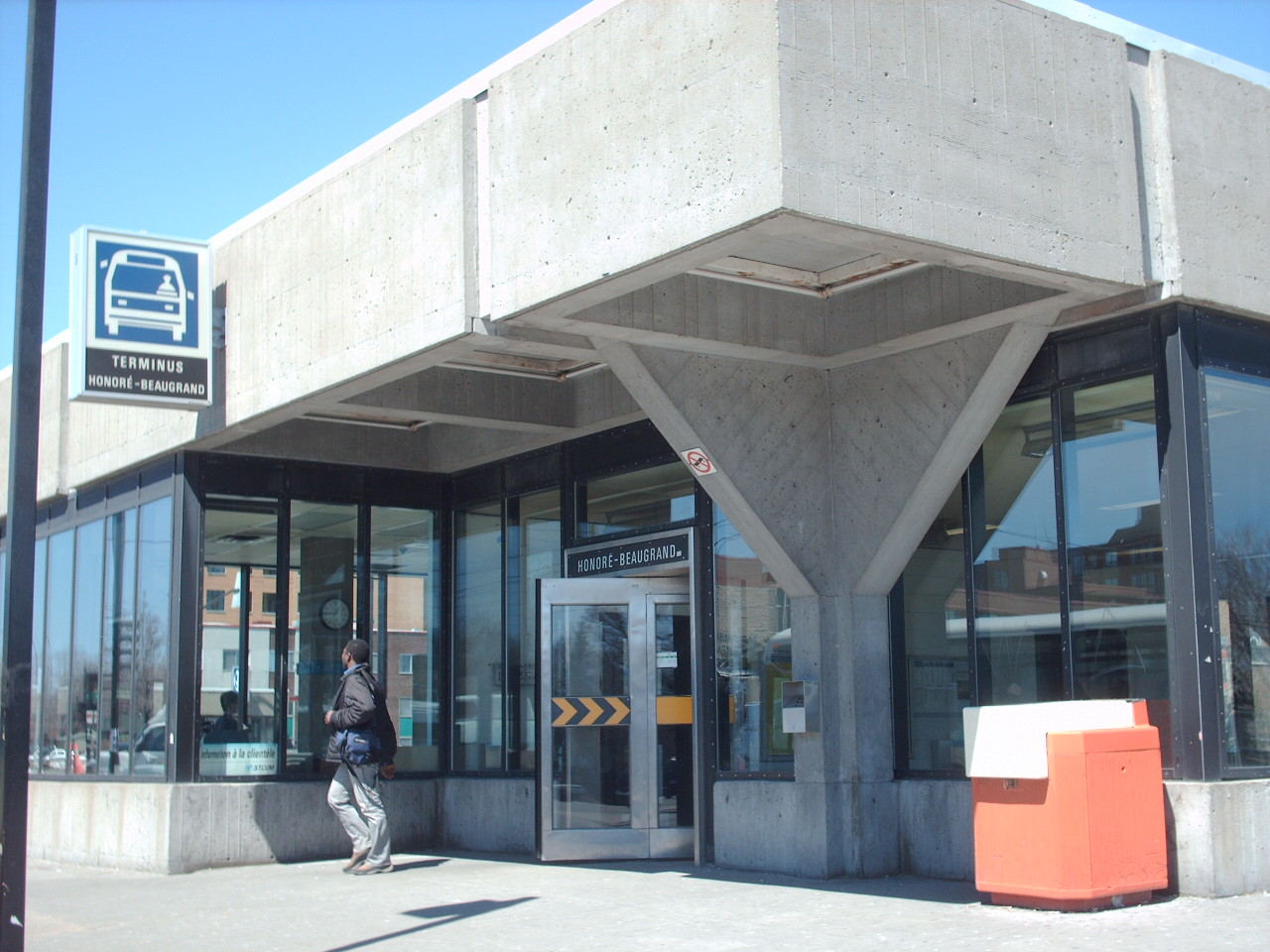
Eingangspavillon

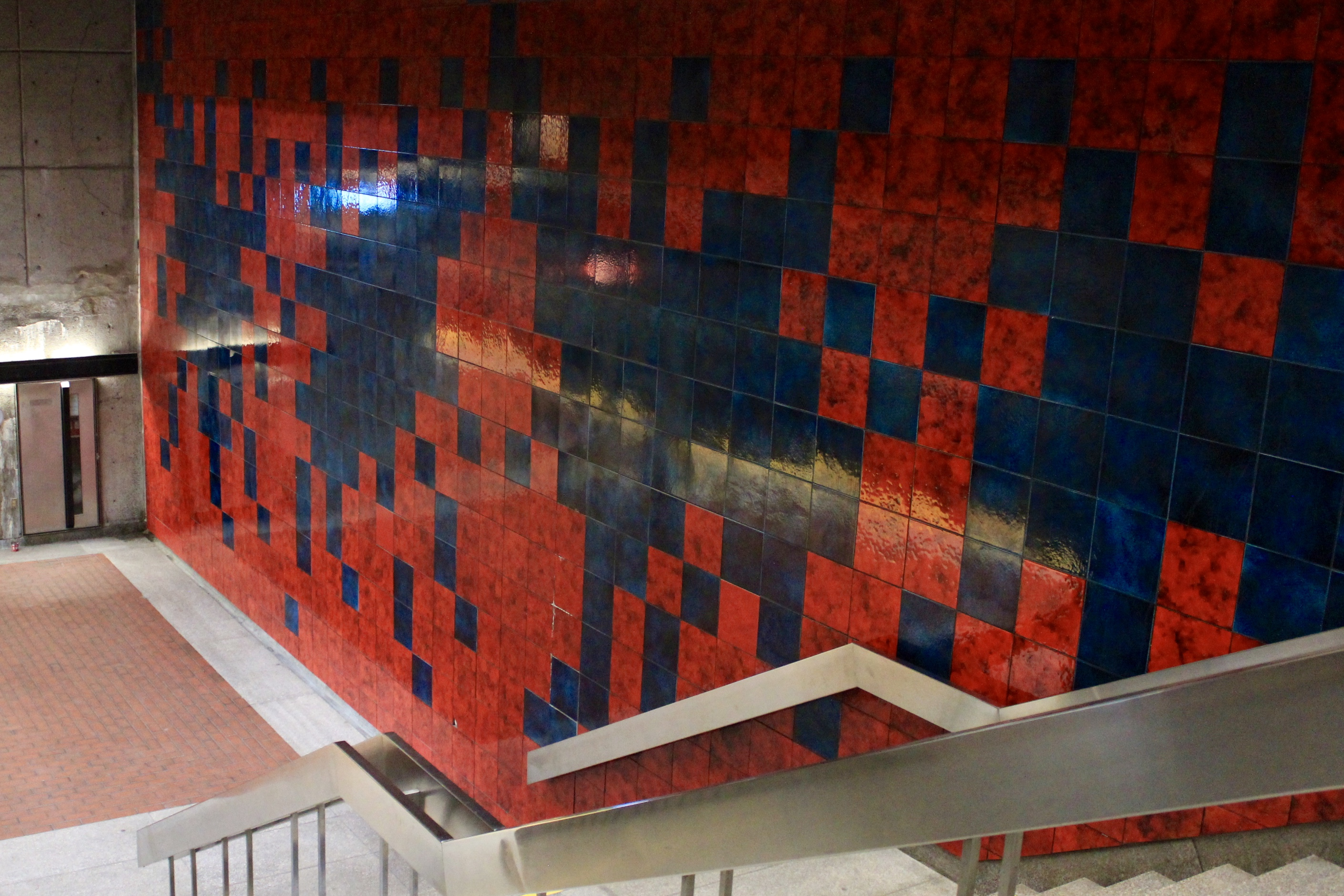
Wandbild

Die von Yves Bernard entworfene Station entstand in offener Bauweise. Auf der Bahnsteigebene sind die Wände mit Friesen aus Zement verkleidet, deren Schnittformen die dynamische Kraft des Verkehrsnetzes symbolisieren. Leuchtröhren hinter den Namensschildern erzeugen interessante Schattenspiele. Vom nördlichen Ende der Bahnsteige aus führen breite Treppen hinauf zur Verteilerebene. Diese bietet Zugang zu drei funktional gestalteten Eingangspavillons, von denen zwei von Buswendeschleifen umgeben sind.
In 9,4 Metern Tiefe befindet sich die Bahnsteigebene mit zwei Seitenbahnsteigen. Die Entfernung zur benachbarten Station Radisson, von Stationsende zu Stationsanfang gemessen, beträgt 716,99 Meter. Es bestehen Anschlüsse zu elf Buslinien und drei Nachtbuslinien der Société de transport de Montréal.

## Kunst
Zwei Wandbilder von Jean-Paul Mousseau zieren die Zugänge zu den beiden Bahnsteigen. Sie sind jeweils 28,6 Meter lang und bis zu 6,1 Meter hoch und bestehen aus roten und blauen Keramikfliesen. Ihre Muster gleichen jenen von Tintenklecksen und ergänzen einander (Rot auf Blau beim Ankunftsbahnsteig, Blau auf Rot beim Abfahrtsbahnsteig).

## Geschichte
Die Eröffnung der Station und des nördlichsten Abschnitts der grünen Linie erfolgte am 6. Juni 1976, zusammen mit dem Teilstück von Frontenac her. Namensgeber ist die Rue Honoré-Beaugrand. Diese ist nach dem Schriftsteller und Journalisten Honoré Beaugrand (1849–1906) benannt, der von 1885 bis 1887 Bürgermeister Montreals war.